# Solomon Linda's Original Evening Birds
Solomon Linda's Original Evening Birds var en sydafrikansk musikgrupp som bestod av  Solomon Linda och acapellakören Evening Birds. Gruppen bildades i mitten på 1930-talet och är mest känd för att ha gjort den ursprungliga versionen av The lion sleeps tonight under namnet Mbube.

## Historia
Gruppen bildades på 1930-talet av Solomon Linda. Inledningsvis uppträdde de på bröllop och tävlade i körtävlingar innan de fick möjlighet att spela in flera låtar med hjälp av en talangscout 1938. Mbube spelades ursprungligen in 1939 på Gallo Records i Johannesburg. För inspelningen erhöll Linda 10 shilling och fick inget mer betalt när låten under 1940-talet blev en lokal hitlåt, 1949 hade den sålts i 100 000 exemplar. År 2001 släpptes inspelningen på nytt, då med Lindas döttrar som förmånstagare.
En del av gruppens låtar anspelade på det politiska förtrycket mot svarta som rådde under den tiden. Exempel på sådana låtar är Yetul' isgqoko (Ta av dig hatten) och Sikhalela izwe lakithi (Vi sörjer för vårt land).